# Cuaspud-Carlosama
Cuaspud–Carlosama est une municipalité située dans le département de Nariño en Colombie.